# Waltham, Massachusetts
Waltham, Massachusetts là một thành phố thuộc quận Middlesex trong tiểu bang Massachusetts, Hoa Kỳ. Thành phố có tổng diện tích 32,9 km² (12,74 mi²). Theo điều tra dân số Hoa Kỳ năm 2021, thành phố có dân số 64.015 người.
Waltham là một trung tâm đầu tiên của phong trào lao động, và đã có những đóng góp lớn cho cách mạng công nghiệp tại Mỹ. Thành phố ngày nay là một trung tâm nghiên cứu và giáo dục đại học, với hai đại học là Đại học Brandeis và Đại học Bentley.

Waltham thường được gọi là Thành phố đồng hồ vì nó liên quan tới những ngày đầu của ngành công nghiệp đồng hồ nước Mỹ. Công ty Đồng hồ Waltham (Waltham Watch Company) đã mở nhà máy đầu tiên của họ ở Waltham vào năm 1854, và là công ty đầu tiên có dây chuyền sản xuất đồng hồ hàng loạt. Vì lẽ đó, công ty này đã được trao huy chương vàng tại Triển lãm Thiên niên kỷ Quốc tế tại Philadelphia năm 1876. Hơn 35 triệu chiếc đồng hồ và linh kiện đã được sản xuất cho đến khi công ty đóng cửa vào năm 1957.  

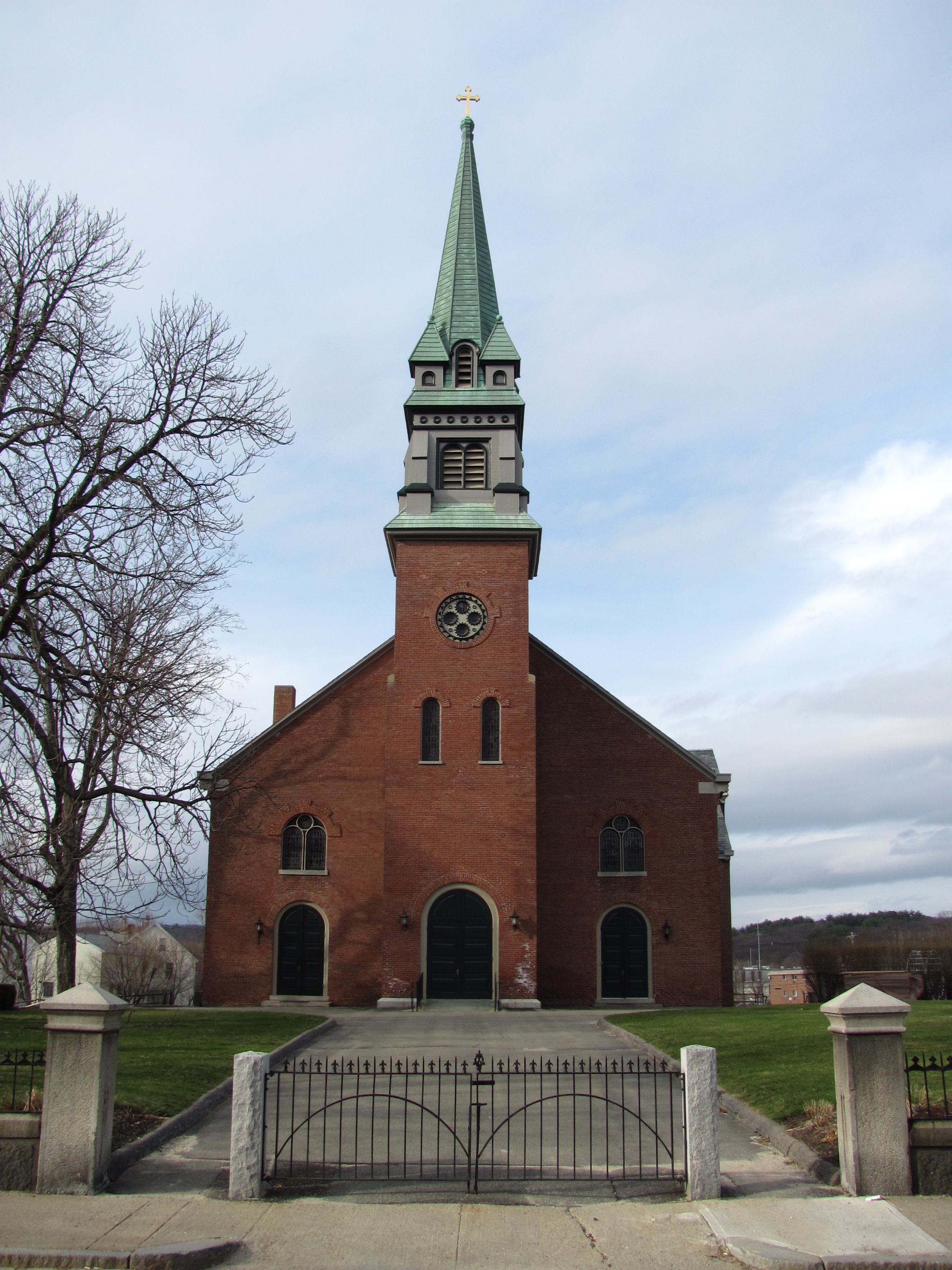
Nhà thờ St. Mary

## Tham khảo

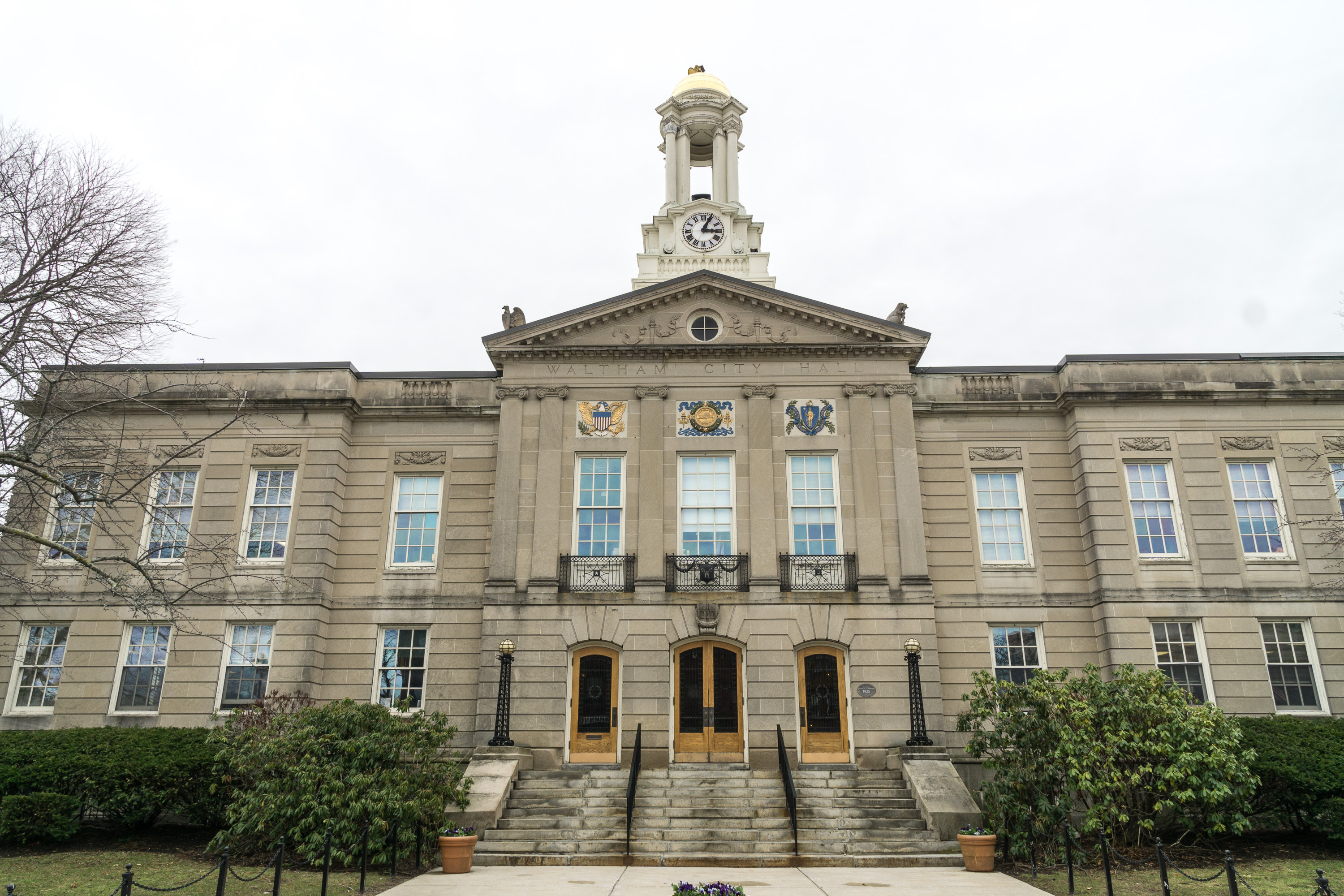
Tòa thị chính Waltham